# Otão IV do Sacro Império Romano-Germânico
Otão IV (Brunsvique, 1175 – Bad Harzburg, 19 de maio de 1218), também chamado de Otão de Brunsvique, foi o Imperador Romano-Germânico de 1209 até sua abdicação forçada em 1215, além de Rei dos Romanos, Rei de Arles e Rei da Itália. Era filho de Henrique, o Leão e Matilde da Inglaterra, tendo sido o único imperador da Casa de Guelfo. O reinado de Otão foi marcado por conflitos contra Filipe da Suábia e o papa Inocêncio III, que o excomungou em 1210.

## Biografia
Otão era filhos de Henrique, o Leão, Duque da Baviera e da Saxônia, e de Matilde de Inglaterra, Duquesa da Saxônia. Ele cresceu na Inglaterra sob os cuidados de seu avô o rei Henrique II. Otão tornou-se amigo de Ricardo I de Inglaterra, que tentou fazê-lo Conde de Iorque, e, através de casamento, rei da Escócia. Ambos falharam e em 1196 ele foi feito Conde de Poitou por Ricardo quando participava na guerra contra a França no lado dele.

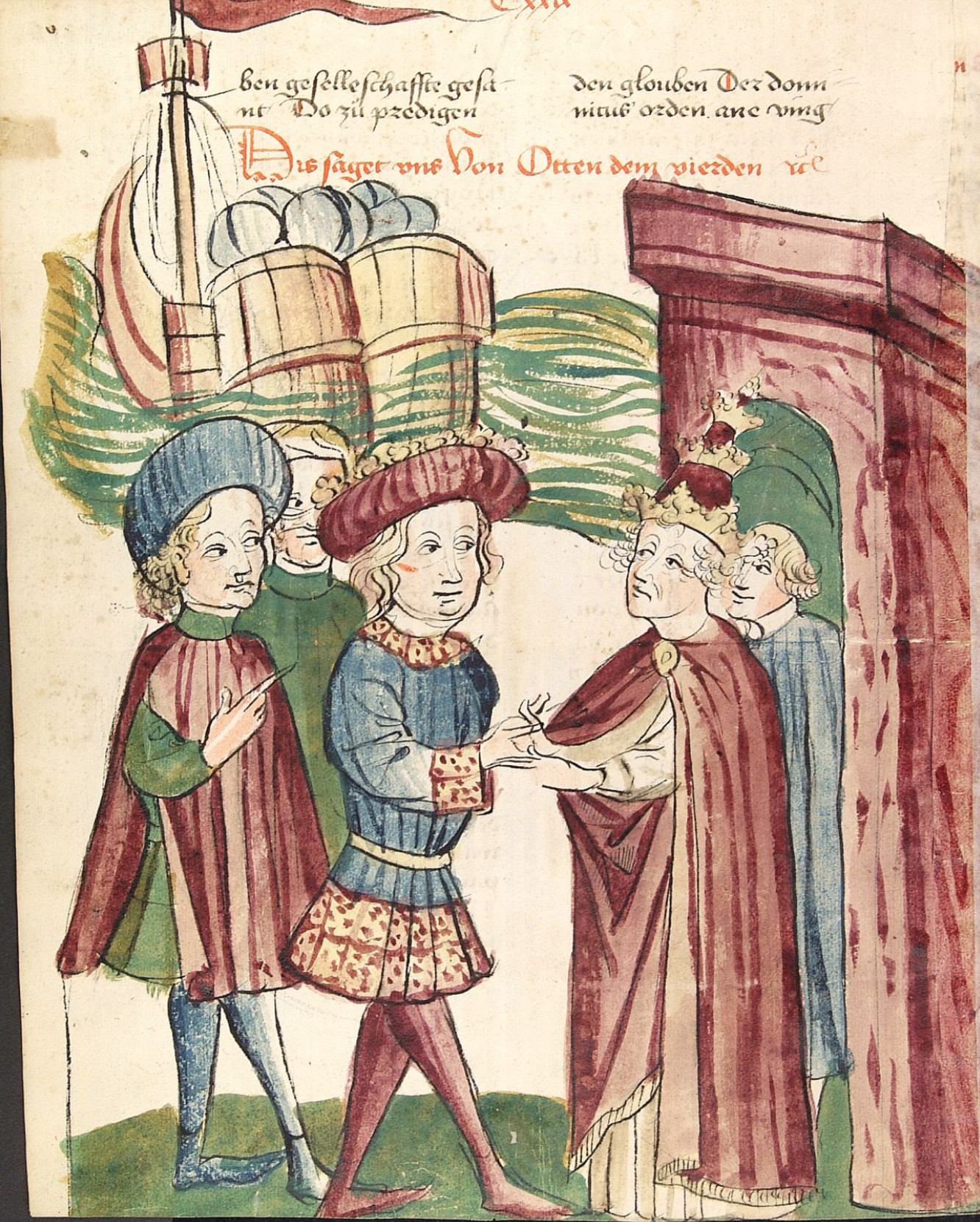
Otão IV e o papa Inocêncio III se cumprimentando.

Após a morte do imperador Henrique VI, alguns dos príncipes do império elegeram seu irmão, Filipe da Suábia, rei em março de 1198. O papado, sob a direcção do Inocêncio III, aproveitou a oportunidade para estender suas influência e aproveitar a vulnerabilidade do império e usou seu poder para eleger Oto, cuja família era oposta à casa de Hohenstaufen. Otão também parecia disposto a conceder quaisquer reivindicações que Inocêncio fizesse. Esses príncipes de oposição à dinastia Hohenstaufen também decidiram, por iniciativa de Ricardo da Inglaterra, eleger um membro da dinastia dos Guelfos. O irmão mais velho de Oto, Henrique V, conde palatino da Renânia, estava em uma cruzada na época, e por isso a escolha caiu sob Otão. O favorito papal, logo reconhecido ao longo de todo o império, foi eleito rei pelos príncipes do norte da Alemanha, em Colônia em 9 de junho de 1198. 
Otão assumiu o controle de Aquisgrano, o lugar da coroação, e foi coroada pelo Arcebispo de Colônia, em 12 de julho daquele ano. A coroação foi feita com a  falsa coroa, porque os poderes reais estavam nas mãos dos Hohenstaufen.